# Battaglia del fiume Teleajăn
La battaglia del fiume Teleajăn venne combattuta presso Bucov (Romania) nel 1600 tra le forze di Michele il Coraggioso, voivoda (principe) di Valacchia, Transilvania e Moldavia, e quelle di Jan Zamoyski, cancelliere e Grand Hetman della Confederazione polacco-lituana. Lo scontro si chiuse con una netta vittoria dei polacco-lituani e la fuga del voivoda Michele.